# Trichopilia oicophyllax
Trichopilia oicophyllax är en orkidéart som beskrevs av Heinrich Gustav Reichenbach. Trichopilia oicophyllax ingår i släktet Trichopilia och familjen orkidéer.
Artens utbredningsområde är Venezuela. Inga underarter finns listade i Catalogue of Life.

## Bildgalleri

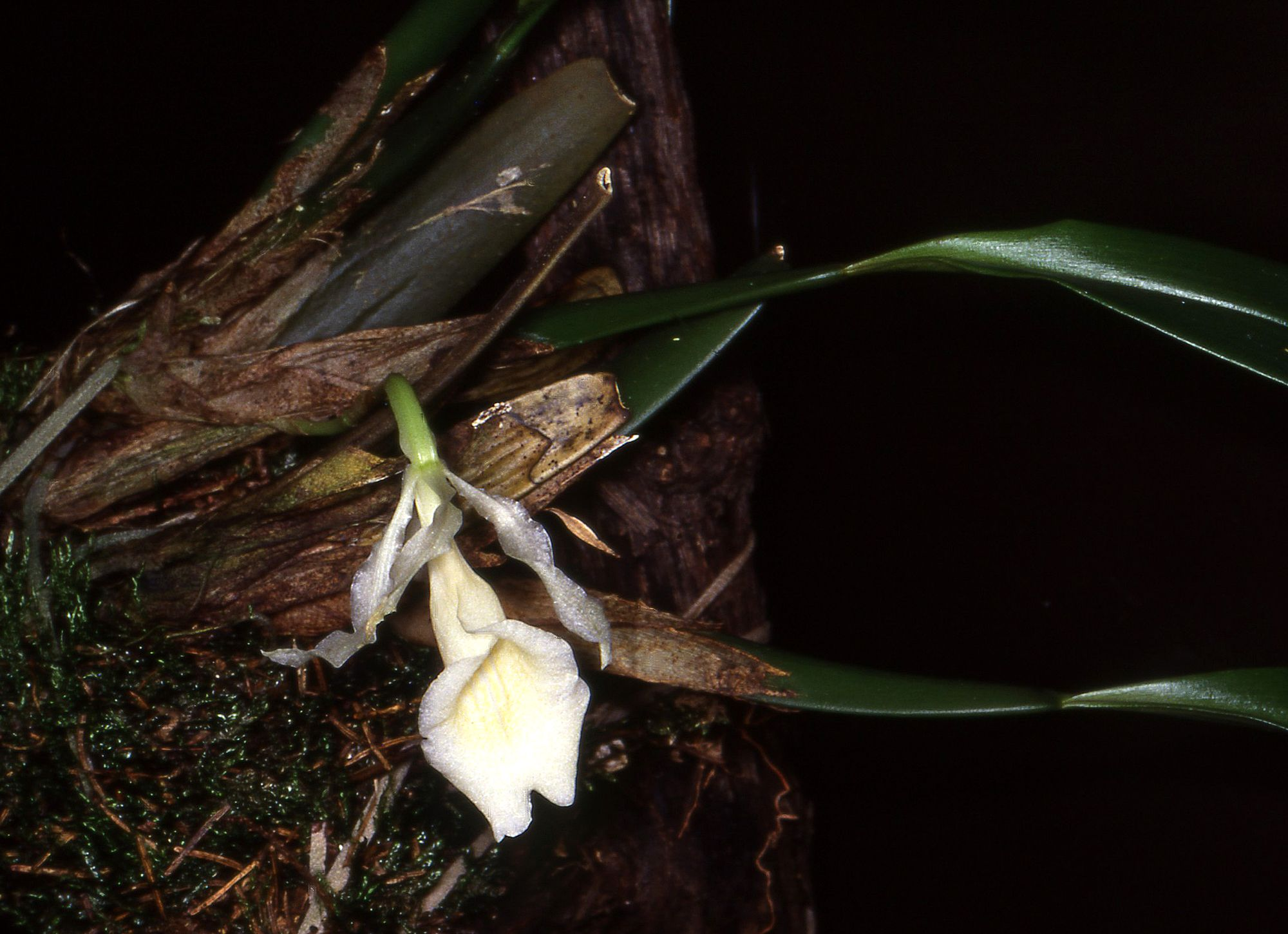
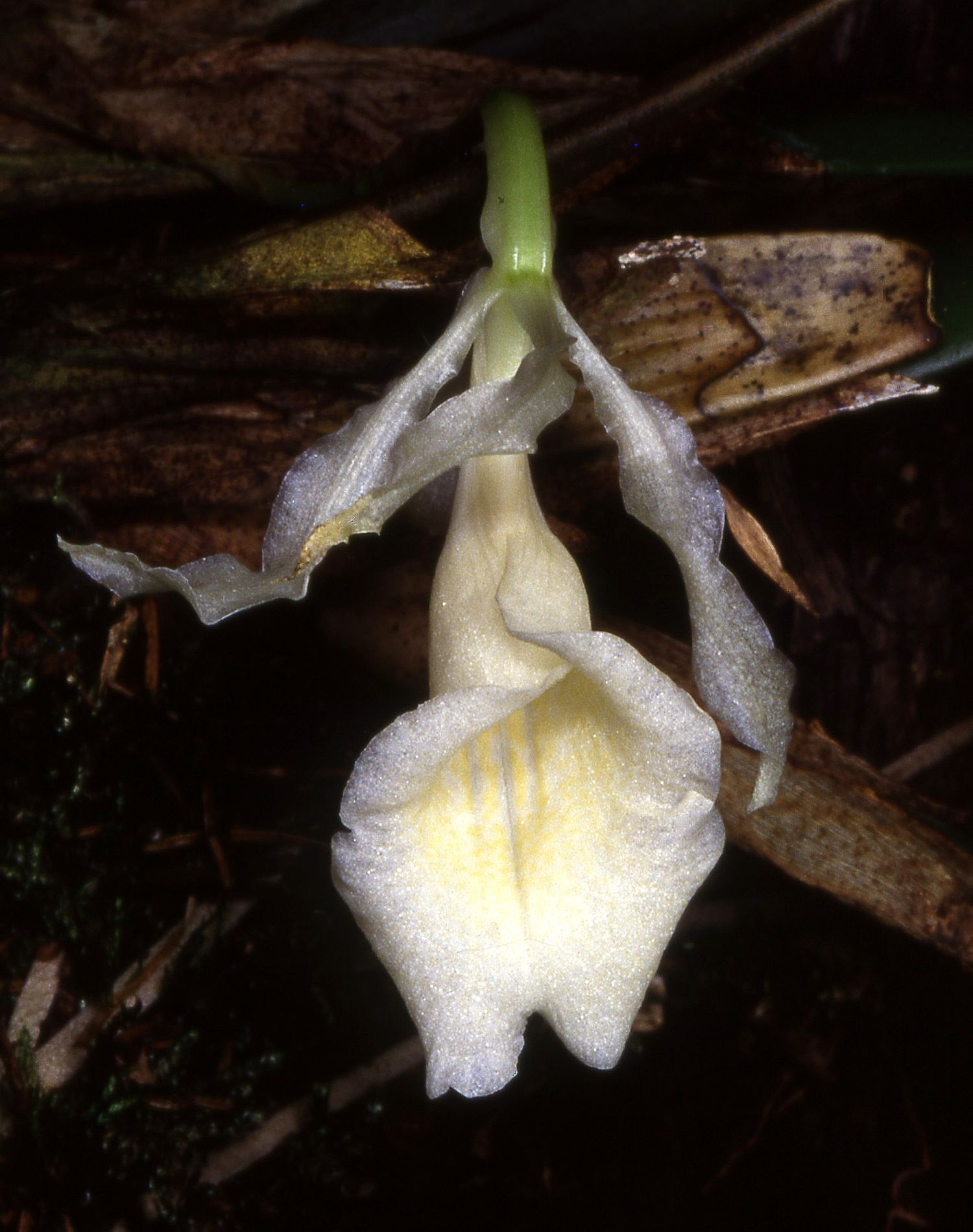